# Furcula aurata
Furcula aurata är en fjärilsart som beskrevs av Barend J. Lempke 1964. Furcula aurata ingår i släktet Furcula och familjen tandspinnare. Inga underarter finns listade i Catalogue of Life.